# Krasnokamensk
Krasnokamensk (en russe : Краснокаменск) est une ville du kraï de Transbaïkalie, en Russie, et le centre administratif du raïon de Krasnokamensk. Sa population s'élevait à 51 648 habitants en 2019.

## Géographie
Krasnokamensk se trouve à 384 km au sud-est de Tchita, près des frontières russo-chinoise et russo-mongole, et à 5 125 km à l'est de Moscou.

## Histoire
Krasnokamensk est surtout connue pour sa mine d'uranium, la plus grande de Russie, à l'origine de taux de radiation dix à vingt fois plus élevés que les normes internationalement admises.
D'octobre 2005 à sa libération le 20 décembre 2013, Mikhaïl Khodorkovski, qui fut le seizième homme le plus riche du monde et première fortune de Russie, condamné pour fraude fiscale, était détenu dans une des prisons les plus dures et les plus isolées de Russie : la colonie pénitentiaire G 14/10 de Krasnokamensk.

### Mine d'uranium
À proximité de la ville de Krasnokamensk se trouve la plus grande mine d'uranium de Russie. Cette mine produit des concentrés d'uranium depuis 1968. Il s'agit d'une mine souterraine constituée de six puits : Mine 1, Mine 2, Gluboky Mine, Shakhta 6R, Mine 6 et Mine 8.
L'opérateur de la mine de Kraznokamensk est Priargunsky (PGHO), une filiale de TVEL qui dépend d'AtomRedMetZoloto (ARMZ). Le minerai extrait du sous-sol est traité dans une usine hydrométallurgique et une unité de lixiviation en tas.
La mine produit environ 90 % de l'uranium russe. Elle produit 5 millions de livres soit 2 270 tonnes d'uranium en 1995, puis la production baisse légèrement pour atteindre 2011 tonnes en 2012 puis 1 970 tonnes en 2014. La production d'uranium à Krasnokamensk est une pierre angulaire de l'économie de la Sibérie. On y extrait également du molybdène, du manganèse et du lignite. La mine est dotée d'usines chimiques de production d'acide sulfurique et de lubrifiants.
Les concentrés d'uranium sont expédiés à la cité atomique d'Angarsk.
Selon l'ONG américaine Blacksmith Institute, la mine de Krasnokamensk a généré 50 à 75 millions de tonnes de résidus miniers, ce qui en fait le plus grand stock de déchets sur un site de production d'uranium dans le monde. Des mesures ont montré que la radioactivité atteignait dix à vingt fois les niveaux admissibles de rayonnement dans des centaines de maisons riveraines.

## Population
Recensements ou estimations de la population
| 1970*  | 1979*  | 1989*  | 2002*  | 2010*  | 2012   | 2013   |
| ------ | ------ | ------ | ------ | ------ | ------ | ------ |
| 13 830 | 50 970 | 66 872 | 55 920 | 55 666 | 55 429 | 55 418 |

| 2014   | 2015   | 2016   | 2017   | 2018   | 2019   | 2020 |
| ------ | ------ | ------ | ------ | ------ | ------ | ---- |
| 54 608 | 53 795 | 53 242 | 52 811 | 52 299 | 51 648 | -    |